# Tetragnatha macilenta
Tetragnatha macilenta este o specie de păianjeni din genul Tetragnatha, familia Tetragnathidae, descrisă de Ludwig Carl Christian Koch în anul 1872. Conform Catalogue of Life specia Tetragnatha macilenta nu are subspecii cunoscute.